# Монтебелло-Йоніко
Монтебелло-Йоніко (італ. Montebello Ionico, сиц. Muntubeddu) — муніципалітет в Італії, у регіоні Калабрія,  метрополійне місто Реджо-Калабрія‎.
Монтебелло-Йоніко розташоване на відстані близько 520 км на південний схід від Рима, 125 км на південний захід від Катандзаро, 17 км на південний схід від Реджо-Калабрії.
Населення — 6259 осіб (2014).
Щорічний фестиваль відбувається 15 серпня. Покровитель — Madonna dell'Assunta.

## Демографія
Населення за роками:

Станом на 1 січня 2023 року в муніципалітеті офіційно проживало 250 іноземців з 25 країн, серед них 109 громадян країн Євросоюзу та 15 громадян України.

## Сусідні муніципалітети
- Багаладі
- Меліто-ді-Порто-Сальво
- Мотта-Сан-Джованні
- Реджо-Калабрія
- Сан-Лоренцо